# Buckeltanzfliegen
Die Buckeltanzfliegen (Hybotidae) sind eine Familie der Zweiflügler (Diptera) und werden den Fliegen (Brachycera) zugeordnet. Die Vertreter dieser Familie wurden früher den Tanzfliegen (Empipidae) zugerechnet, heute stellen sie jedoch aufgrund morphologischer Unterschiede eine eigene Familie dar. Weltweit sind etwa 1300 Arten dieser Gruppe bekannt, in Deutschland etwa 200.

## Merkmale
Die kleinen Fliegen sind teilweise schwarz gefärbt und erreichen Körperlängen zwischen 0,7 und 5,5 Millimetern. Der Brustabschnitt ist oft stark aufgewölbt (namensgebend) und bei den meisten Arten ist ein Beinpaar zu kräftigen Raubbeinen umgestaltet. Dabei ist der Oberschenkel (Femur) deutlich verdickt und bedornt, der Unterschenkel (Tibia) ist entsprechend gekrümmt. Diese Umgestaltung kann sowohl die Vorderbeine (Tachydromia, Tachypeza) als auch die Mittel- (Platypalpus) und die Hinterbeine (Hybos) betreffen.

## Lebensweise
Die Buckeltanzfliegen sind Jäger und kommen in abgegrenzten Lebensräumen häufig in großen Artenzahlen vor. So findet man etwa in Städten bis zu 80 Arten, in Wäldern etwa 30 und in Streuobstwiesen 37 Arten. Diese Koexistenz wird mit der konkurrenzlosen Nischenbesetzung und der unspezifischen Beutewahl erklärt. Die Fliegen halten sich sehr häufig in der Strauchschicht oder in feuchtem Laub auf und jagen ihre Beute häufig laufend, einige Arten sind auch Blütenbesucher.
Die Paarung erfolgt meist am Boden, bei einigen Arten ist auch Parthenogenese beobachtet worden.
Bei der Art Ocydromia glabricula kommen die Larven lebend zur Welt. Die Weibchen legen die Larven im Flug über Dung ab, in dem sie sich entwickeln. Die meisten anderen Arten legen Eier. Die Larven leben bis 30 Zentimeter tief im Boden und überwintern auch dort oder in Falllaub, unter Rinde und in Dung.

## Systematik
Die Buckeltanzfliegen werden in 3 Unterfamilien mit mehreren Triben gegliedert. Es werden mehr als 2000 Arten in 75 Gattungen der Familie zugeordnet. Im Folgenden eine Auflistung der Unterfamilien und Triben mit einer Auswahl an Arten:
- Hybotinae
  -     - Hybos culiciformis
- Ocydromiinae
  - Bicellariini
  - Ocydromiini
  - Oedaleini
- Tachydromiinae
  - Drapetini
  - Symballophthalmini
  - Tachydromiini
    - Platypalpus agilis
    - Tachypeza nubila